# Alex Rebar
Alex Rebar (Dallas, 9 luglio 1940 – Glendale, 19 novembre 2021) è stato un attore, sceneggiatore e produttore cinematografico statunitense.
Alexander John Rebar è noto soprattutto per il ruolo del protagonista nel film cult L'uomo di cera e per aver prodotto film come Demented, To All a Goodnight e Senza respiro (Nowhere to Hide).

## Biografia
Era nato a Dallas, in Pennsylvania, in una fattoria.  Ha frequentato la Valley Forge Military Academy ed il Wilkes College prima di arruolarsi in Marina come fotografo. Dopo aver prestato servizio nella guerra di Corea si trasferisce a Parigi dove ha co-fondato e recitato con il teatro studio di Parigi ed ha gestito un jazz club.
A Roma, Rebar ha lavorato per la Production Cinitalia Edizione doppiando Marcello Mastroianni e Klaus Kinski. Una delle sue prime apparizioni al cinema avviene nel film psichedelico Metropolitana liquida microscopica verso l'oblio (Microscopic Liquid Subway to Oblivion) con Ewa Aulin.
Nel 1974 ha collaborato alla sceneggiatura del film Chi sei? (Beyond the Door). 
Negli anni '80 Rebar ha recitato in numerose serie televisive mentre scriveva e produceva contemporaneamente film cult come Demented,  To All a Goodnight, il documentario horror/rock Terror on Tour ed il film Home Sweet Home.
All'inizio degli anni 2000 ha iniziato a produrre video per Internet inclusa una serie chiamata Sex, Pain and Murder per iFilm.
Rebar è morto nella sua casa di Glendale, in California, il 19 novembre 2021, all'età di 81 anni. 

## Filmografia

### Attore
- Metropolitana liquida microscopica verso l'oblio (Microscopic Liquid Subway to Oblivion) (1970)
- Canterbury n° 2 - Nuove storie d'amore del '300, regia di Joe D'Amato (1973)
- Febbre d'amore (1973) - serie TV
- L'uomo di cera, regia di William Sachs (1977)
- L'incredibile Hulk (1977) - serie TV
- Chips (1981) - serie TV
- Voyagers! (1982) - serie TV
- Simon & Simon (1983) - serie TV
- Berrenger's (1985) - serie TV
- La signora in giallo (1984-1985) - serie TV
- Bersaglio n. 1, regia di Jack Smight (1987)
- Amityville Horror - La fuga del diavolo (1989) - film TV

### Sceneggiatore
- Chi sei? (Beyond the Door), regia di Ovidio G. Assonitis (1974)

### Sceneggiatore e produttore
- A tutti una buonanotte (To All a Goodnight) (1980)
- Demente (Demented) (1980)
- Terror on Tour (1980)
- Home Sweet Home (1981)
- Senza respiro (Nowhere to Hide), regia di Mario Azzopardi (1987)
- Sex, Pain and Murder (2000) - serie web